# Воздушная операция на реке Салуин (1942)
Воздушная операция на реке Салуин — боевые действия авиации Американской Добровольческой Группы по предотвращению вторжения японских войск в Южный Китай с территории Бирмы.

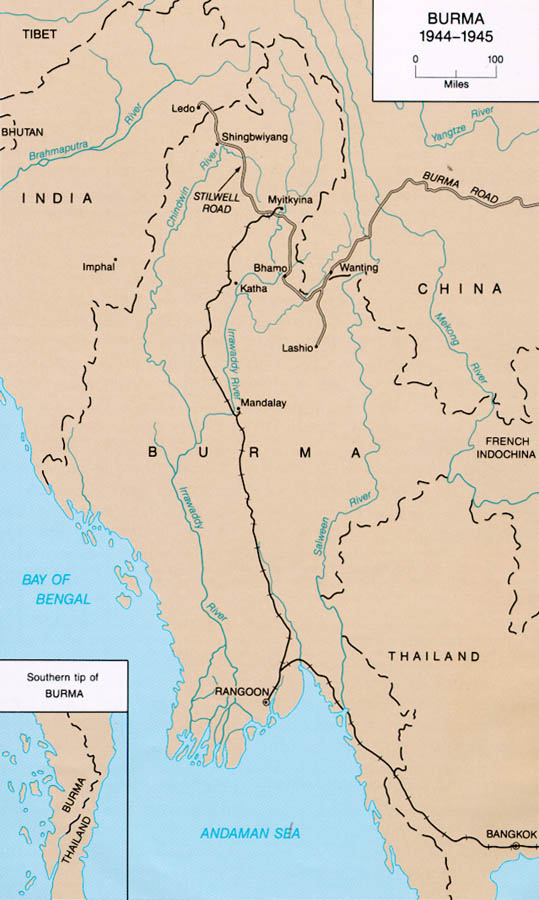
Бирманская дорога в 1944 году.

В ходе операции стратегическое наступление сухопутных войск было остановлено исключительно действиями тактической авиации, что явилось её особенностью.

## Военно-стратегическая ситуация
В ходе Второй мировой войны, в начале 1942 года вооружённые силы Японии осуществили вторжение в подконтрольную англичанам Бирму. Среди целей операции, кроме оккупации страны и выхода к границам Индии, было также установление контроля над «Бирманской дорогой» — единственным наземным путём снабжения воюющих против Японии китайских войск.
Наступающие части японской 15-й армии под командованием генерал-лейтенанта Иида к концу мая 1942 года вытеснили английские войска генерала Гарольда Александера и пришедшие им на помощь китайские части (под командованием начальника штаба китайской армии, американского генерала Стилвелла) с территории Бирмы, а также захватили города Тэнчун и Лунлин в китайской провинции Юньнань.

## Выход японских подразделений к реке Салуин
Транспортные коммуникации в джунглях Северной Бирмы практически отсутствовали, и после выхода на Бирманскую дорогу наступление японских войск в направлении Южного Китая велось вдоль этой транспортной артерии.
29 апреля 1942 года японские танки вошли в Лашо. 1 мая эскадрилии «Летающих тигров» были эвакуированы с бирманской базы в Лойвине в Южный Китай, причём американцам при отступлении были вынуждены уничтожить на земле 22 своих неисправных самолёта.
После отступления из Бирмы основные силы АДГ базировались в Куньмине. Передовое звено из 5 Р-40 находилось в Баошане, подразделения связи и обслуживания находились в Юнпине, аэродроме на полпути между Баошанем и Куньминем, куда в начале апреля транспортные самолеты доставили из Индии большое количество бензина. Юнпинь стал использоваться как пункт дозаправки при полетах в северную Бирму.
В первых числах мая японская головная колонна приблизилась к западному склону ущелья Салуина. К западу от реки дорога все ещё была забита тысячами китайских беженцев и солдат. Вылетавшие на разведку пилоты сообщали, что японские моторизованные колонны движутся посреди дороги между толпами невооруженных китайских солдат и мирных жителей, скопившихся на обочинах. Так как какого-либо организованного сопротивления со стороны китайских войск не было, возникла угроза вторжения японских подразделений в провинцию Юньнань и захвата Куньмина.
В случае оккупации тылового Юньнаня снабжение сражающихся против японцев в Китае войск возможно было бы осуществлять только из Советского Союза через пустыни Монголии и Туркестана. Тогда помощь союзников уменьшилась бы до такого объёма, что под вопросом оказалась бы сама способность Китая оказывать сопротивление интервентам.
В виду сложившейся угрожающей ситуации 6 мая 1942 года командующий АДГ Клэр Шеннолт радировал супруге генералиссимуса Чан Кайши в Чунцин:
Последние донесения говорят, что 5 мая в 15.00 японцы находятся на западном берегу Салуина. Мост уничтожен. Японцы не встречают нигде никакого сопротивления, так как солдаты и гражданские в панике бегут на восток вдоль дороги. Считаю положение отчаянным, и япошки могут войти в Куньминь на грузовиках, если дорога и мосты не будут уничтожены и не будет организовано решительное сопротивление. Так как множество китайских грузовиков к западу от Салуина попали в руки противника, прошу разрешения Вашего превосходительства генералиссимуса атаковать цели между Салуином и городом Лунлин.
«Мадам Чан» ответила:
Генералиссимус разрешает послать все имеющиеся самолеты АДГ для атаки грузовиков между Салуином и Лунлином. Скажите летчикам АДГ, что я рассчитываю на их верность, пусть они удвоят усилия, особенно в этот критический момент. Пожалуйста, продолжайте атаки лодок и паромов на Салуине. Немедленно информируйте нас обо всех изменениях обстановки.

## Ход воздушной операции

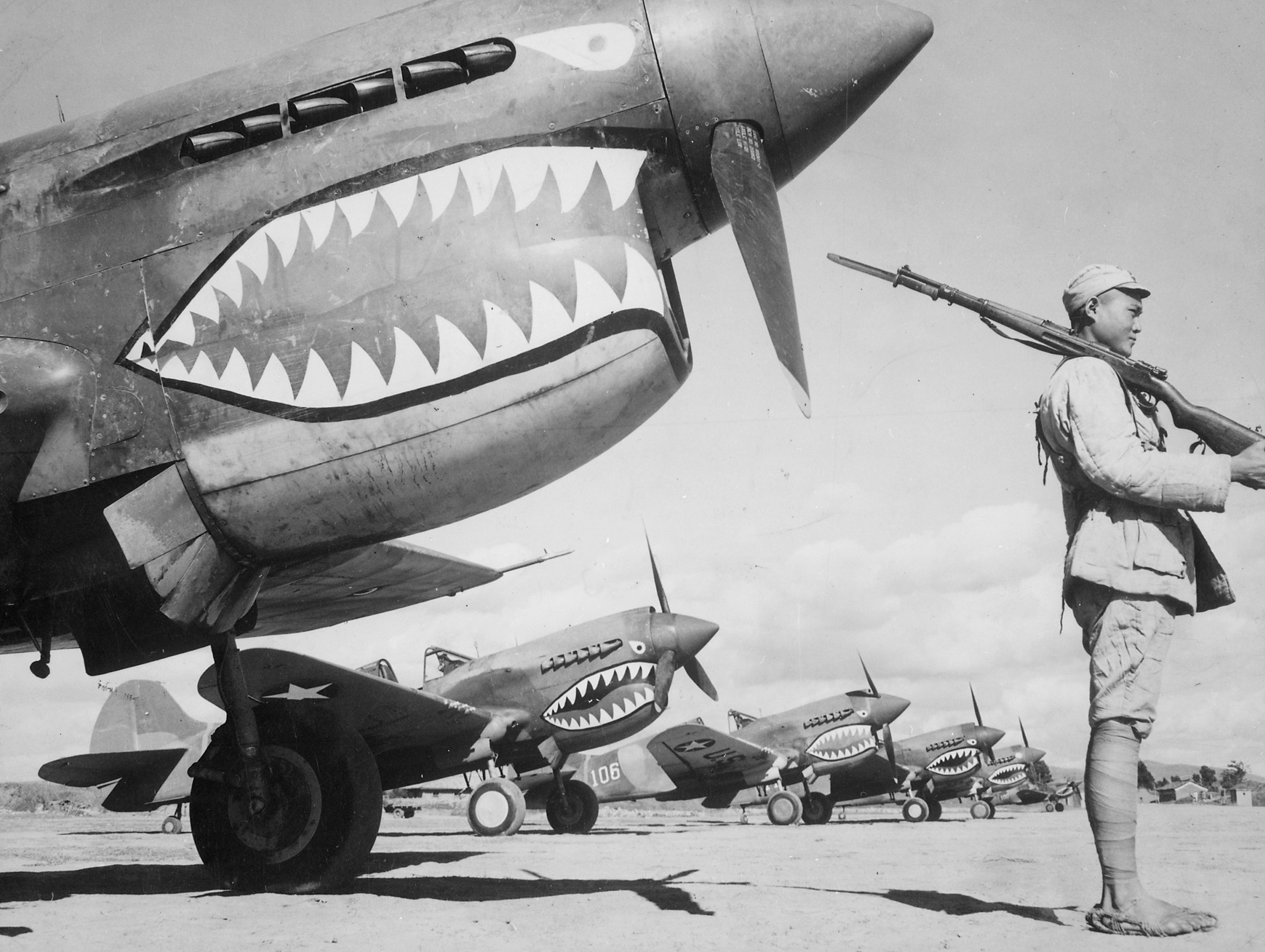
Группа P-40 «Летающих тигров»

К полудню 6 мая передовые подразделения японских сил, включающие в себя танковые части, артиллерию и грузовики с пехотой, сосредоточились на западном берегу Салуина. Разбитый подвесной мост задержал их, но ожидался подход сапёрного полка, который должен был навести понтонный мост. Грузовики, бронемашины, артиллерия выстроились колонной длиной около 36 километров вдоль извилистой дороги на западном обрыве.
На вооружении «Летающих тигров» находились прибывшие незадолго перед этим самолёты Р-40Е — модификация, имеющая бомбодержатели под крыльями и фюзеляжем.
Операция началась утром 7 мая 1942 года. Обычно вылет на штурмовку японских войск осуществляло два звена — 4 истребителя-бомбардировщика и 4 истребителя прикрытия. Бомбардировщики несли две осколочные бомбы, а также 250 килограммовую фугасную бомбу. После сброса бомб вёлся обстрел колонн из 12,7 мм пулемётов. Завершали удар самолёты прикрытия, также применявшие пулемёты.
Ущелье Салуин, по которому протекала река, имело глубину в среднем около полутора километров. Бирманская дорога, поворачивая из Лашо на северо-запад, подходила к западному краю ущелья, спускалась вниз по длинному серпантину, вырубленному вручную в отвесной скале, и до самого моста на восточный берег проходила между рекой с одной стороны и скалами — с другой.
В первом же авианалёте были обрушены скальные породы с обоих краёв колонны японских войск, что заблокировало их на дороге. В дальнейшем в течение 4 дней практически вся колонна была уничтожена. В налётах также участвовали китайские лётчики на штурмовиках Кертисс «Хок-3» и бомбардировщиках СБ-2.
После уничтожения колонны в ущельи Салуина «Летающие тигры» переместили свои удар на саму Бирманскую дорогу, уничтожая подходящие к реке подкрепления. Каждый город и деревня вдоль дороги, которые могли служить японцам укрытием или складом, были разбомблены и сожжены.
К 11 мая японские колонны двигались по Бирманской дороге только на юг. 12 мая Шеннолт радировал «мадам Чан»:
Звено АДГ вчера бомбило и обстреливало колонну из 75-100 японских грузовиков, идущую на юг. Хвост колонны только что вошел в город Вантин, а голова покинула его. Более 20 грузовиков сожжены, многие повреждены. Легкие танки из колонны вели ответный огонь. Разведка вдоль дороги до Салуина обнаружила только одиночные грузовики с большими интервалами. К северу от Вантина никаких японских подкреплений сильнее батальона. Разведка этим утром не обнаружила никаких признаков японцев на западном берегу Салуина.
Таким образом, было выиграно время, и японские войска в наступлении на Юньнань лишились стратегической инициативы. Боевые действия на китайско-бирманской границе перешли в позиционную стадию, вплоть до лета 1944 года, когда китайские силы под командованием генерала Вэй Лихуана форсировали Салуин и начали вытеснение японских войск из Северной Бирмы.